# Electronic Entertainment Expo 2010

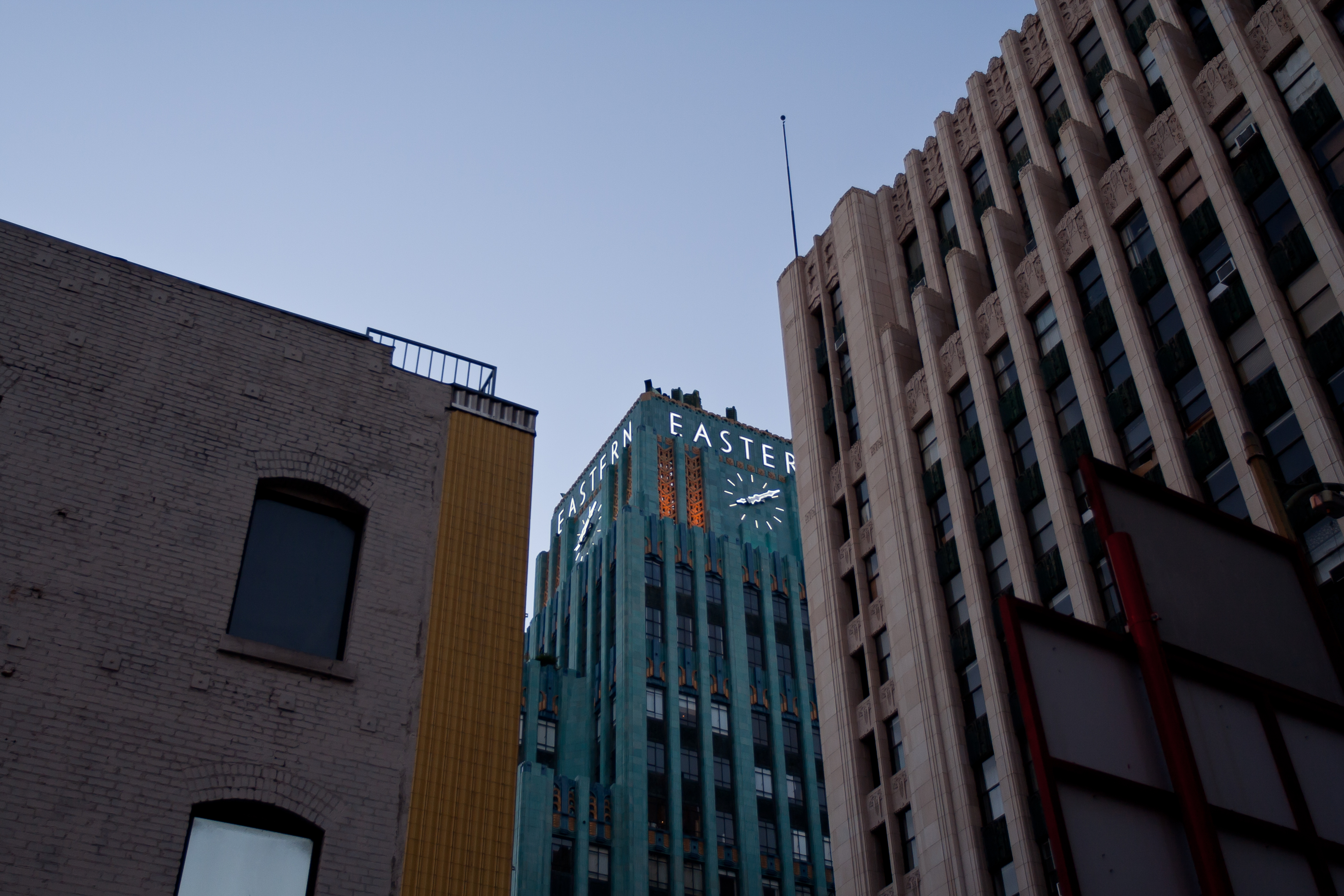
Este es el lugar donde está el Electronic Expo 2010.

La Electronic Entertainment Expo 2010, o simplemente E3 2010, es la decimosexta edición de la Electronic Entertainment Expo, una exposición anual de videojuegos presentada por la Entertainment Software Association (ESA) usada por muchas empresas para presentar sus videojuegos y su hardware. El evento se llevó a cabo del 14 al 17 de junio en el Centro de Convenciones de Los Ángeles.

## Videojuegos en la presentación
Esta es una lista de los videojuegos que fueron mostrados durante la exposición:
| 745 Studios - Power Gig: Rise of the SixString (PS3, 360) 2K Games - Mafia II (PC, PS3, 360) - Sid Meier's Civilization V (PC) - Spec Ops: The Line (PC, PS3, 360) - X-COM (PC, 360) Activision - Call of Duty: Black Ops (PS3, PC, 360, Wii) - Guitar Hero: Warriors of Rock (PS3, Wii) - DJ Hero 2 (PS3, Wii) Atari - Test Drive Unlimited 2 (PS3, 360, PC) The Witcher 2: Assassins of Kings (PC) Bethesda Softworks - Brink (PS3, 360, PC) - Fallout: New Vegas (PS3, PC, 360) - Hunted: The Demon's Forge (PS3, 360, PC) - Rage (PS3, 360, PC, Mac) Capcom - 1942 (iPhone) - Bionic Commando Rearmed 2 (PS3, 360) - Dead Rising 2 (PS3, PC, 360) - Dead Rising: Case Zero (360) - Ghost Trick: Phantom Detective (DS) - Ghosts'n Goblins: Gold Knights (iPhone) - Marvel vs. Capcom 3: Fate of Two Worlds (PS3, 360) - MotoGP 09/10 (PS3, 360) - Okamiden: Chisaki Taiyou (DS) - Sengoku Basara: Samurai Heroes (PS3, Wii) - Resident Evil: Revelations (3DS) Disney Interactive Studios - Epic Mickey (Wii) - Guilty Party (Wii) - Pirates of the Caribbean: Armada of the Damned (PS3, 360, PC) - Toy Story 3: The Video Game (PS3, 360, PC) - Tron Evolution (PC, PS3, 360) - Tron: Legacy (iPhone) Electronic Arts - APB (PC) - Bulletstorm (PS3, PC, 360) - Crysis 2 (PS3, PC, 360) - Dead Space 2 (PS3, PC, 360) - Dragon Age II (por anunciar) - EA Sports Active 2.0 (Wii) - EA Sports MMA (PS3, 360) - FIFA 11 (DS, PC, PS3, PSP, 360, Wii) - Madden NFL 11 (PS2, PS3, PC, 360, Wii, PSP) - Medal of Honor (PC, PS3, 360) - NBA Jam (Wii) - NCAA Football 11 (PS2, PS3, 360) - NHL 11 (PS3, 360) - NHL Slapshot - Spare Parts (PS3, 360) - The Sims 3 (DS, PS3, ,Wii, 360) - Tiger Woods PGA Tour 11 (PS3, Wii, 360) Konami - Castlevania: Lords of Shadow (PS3, X360) - Def Jam Rapstar (Wii) - Ninety-Nine Nights II (360) - Pro Evolution Soccer 2011 (Wii, PS2, PS3, PSP, PC, iPhone) - Pro Evolution Soccer 2011 3D (3DS) - Rush'N Attack Ex-Patriot (PS3, 360) - Saw II (PS3, 360) - Metal Gear Solid: Rising (PS3, PC, 360) | LucasArts - Lego Star Wars III (DS, PC, PS3, PSP, Wii, 360) - Monkey Island 2: LeChuck's Revenge (PC, PS3, 360) - The Force Unleashed II (DS, PC, PS3, PSP, Wii, 360) - Star Wars: The Old Republic (PC) Microsoft - Fable III (360, PC) - Gears of War 3 (360) - Halo: Reach (360) - Milo and Kate (360) - Videojuegos para Kinect (360) MTV Games - Rock Band 3 (PS3, 360, Wii) Namco Bandai - Ace Combat: Joint Assault (PSP) - Clash of the Titans (PS3, X360) - Enslaved (PS3, X360) - Dragon Ball: Origins 2 (DS) - Naruto: Ultimate Ninja Storm 2 (PS3, X360) - Pac-Man Party - Splatterhouse (PS3, 360) Natsume - Harvest Moon DS: Grand Bazaar (DS) - Lufia: Curse of the Sinistrals (DS) - Rune Factory 3: A Fantasy Harvest Moon (DS) Nintendo - Animal Crossing: Jump Out (3DS) - Donkey Kong Country Returns (Wii) - Golden Sun: Dark Dawn (DS) - Kid Icarus: Uprising (3DS) - Kirby's Epic Yarn (Wii) - The Legend of Zelda: Ocarina of Time 3D (3DS) - The Legend of Zelda: Skyward Sword (Wii) - Mario Kart 7 (3DS) - Metroid: Other M (Wii) - Nintendogs + Cats (3DS) - Pilotwings Resort (3DS) - Pokémon Black y White (DS) - Professor Layton and the Mask of Miracle (3DS) - Professor Layton and the Unwound Future (DS) - Star Fox 64 3D (3DS) - Wii Party (Wii) - Pikmin 3 (Wii U) Sega - Conduit 2 (Wii) - Crazy Taxi (PS3, 360) - Phantasy Star Portable 2 (PSP) - Sonic Adventure (PS3, 360) - Sonic the Hedgehog 4: Episode 1 (PS3, 360, Wii, IP) - Sonic Colors (Wii, DS) - Tournament of Legends (Wii) - Valkyria Chronicles 2 (PSP) - Vanquish (PS3, 360) - Yakuza 4 (PS3) Square Enix - Deus Ex: Human Revolution (PS3, PC, 360) - Dungeon Siege III (PS3, 360, PC) - Final Fantasy XIV (PS3, PC) - Final Fantasy: The 4 Heroes of Light (DS) - Front Mission Evolved (PS3, 360, PC) - Kane & Lynch 2: Dog Days (PC, PS3, 360) - Kingdom Hearts: Birth by Sleep (PSP) - Kingdom Hearts Re:coded (3DS) - Videojuego sin título Kingdom Hearts (por anunciar) - Lara Croft and the Guardian of Light (PS3, PC, 360) - The 3rd Birthday (PSP) | Sony - Ape Escape (PS3) - Dead Nation (PS3) - EyePet (PS3) - Free Realms (PS3) - God of War: Ghost of Sparta (PSP) - Gran Turismo 5 (PS3) - Hot Shots Tennis: Get a Grip (PSP) - Infamous 2 (PS3) - Invizimals (PSP) - Killzone 3 (PS3) - LittleBigPlanet 2 (PS3) - MotorStorm: Apocalypse (PS3) - PlayStation Move juegos (PS3) - Slider (PS3) - SOCOM 4 (PS3) - Sports Champions (PS3) - Start the Party (PS3) - TV Superstars (PS3) - The Agency (PS3) - The Fight: Lights Out (PS3) - The Last Guardian (PS3) - The Shoot (PS3) SNK Playmore - The King of Fighters XIII (PS3, 360) THQ - Devil's Third (PS3, 360) - de Blob: The Underground (Wii, DS) - Homefront (PS3, PC, 360) - Red Faction: Armageddon (PS3,360,PC) - Saints Row 3 (por anunciar) - Warhammer 40,000 Online (PC) - Warhammer 40,000: Space Marine (PS3, 360) - WWE SmackDown vs Raw 2011 (360,PS2, PS3, PSP, Wii,) - WWE Online(PC) - WWE All Stars (360,PS2,PS3,PSP,Wii) Tecmo Koei - Dead or Alive 5 - Trinity: Zill O'll Zero (PS3) - Quantum Theory (PS3, 360) - Warriors: Legends of Troy (PS3, 360) Ubisoft - Assassin's Creed: Brotherhood (PS3, PC, 360) - Driver: San Francisco (por anunciar) - Scott Pilgrim vs. the World: The Game (PS3, 360) - Shaun White Skateboarding (PS3, PC, 360, Wii) - Tom Clancy's Ghost Recon: Future Soldier (PS3, PC, 360, Wii, DS, PSP) - Tom Clancy's HAWX 2 (PC, PS3, 360, Wii) Valve Corporation - Portal 2 (PC, Mac, PS3, 360) Warner Bros. Interactive - Batman: The Brave and the Bold (DS, Wii) - Batman: Arkham City (PS3, PC, 360) - F.E.A.R. 3 (PC, PS3, 360) - Game Party 4 (360) - Lego Harry Potter: Years 1-4 (DS, PC, PS3, PSP, Wii, 360) - Mortal Kombat (PS3, 360) - Super Scribblenauts (DS) - The Lord of the Rings: Aragorn's Quest (DS, PS2, PS3, PSP, Wii) - The Lord of the Rings: War in the North (PC, PS3, 360) - Lego Universe (PC) |

## Expositores destacados
Esta es una lista de expositores importantes que se presentaron durante la exposición:
| - 2K Games - Activision - Atari - Atlus - Bethesda - Capcom - Codemasters - Disney - Electronic Arts - Eidos Interactive | - Hudson - Konami - LucasArts - Majesco Entertainment - Microsoft - MTV Games - Namco Bandai - Natsume - Nintendo - Paradox | - SEGA - SNK - Sony - Square Enix - Tecmo Koei - THQ - Ubisoft - Valve - Warner Bros. |